# Gele monnikskap
De gele monnikskap (Aconitum vulparia, synoniem: Aconitum lycoctonum subsp. vulparia) is een zeer giftige plant die behoort tot de ranonkelfamilie (Ranunculaceae). De soort staat op de Nederlandse Rode lijst van planten als zeer zeldzaam en in aantal stabiel of toegenomen. In Nederland komt de plant in Zuid-Limburg voor. Het aantal chromosomen is 2n = 16.
De plant wordt 50–125 cm hoog. De bladeren zijn niet tot de voet ingesneden en de bladslippen zijn breder dan 1 cm.
De gele monnikskap bloeit van juni tot augustus met bleekgele bloemen. Het bovenste, 2 cm hoge kelkblad heeft de vorm van een helm en is meer dan twee keer zo hoog als breed. De bloeiwijze is een tros. De bloemstengel is bezet met recht-afstaande haren, dit in tegenstelling tot Aconitum lycoctonum subsp. lycoctonum, die gekromde haren op de bloemstengel heeft. De bovenste nectariën staan verticaal op een rechte nagel, dat een draadvormig ingerold spoor heeft. De vrucht is een kokervrucht, waarvan er meestal drie voorkomen. Het zaad is 4 mm lang en 2,75 mm breed.

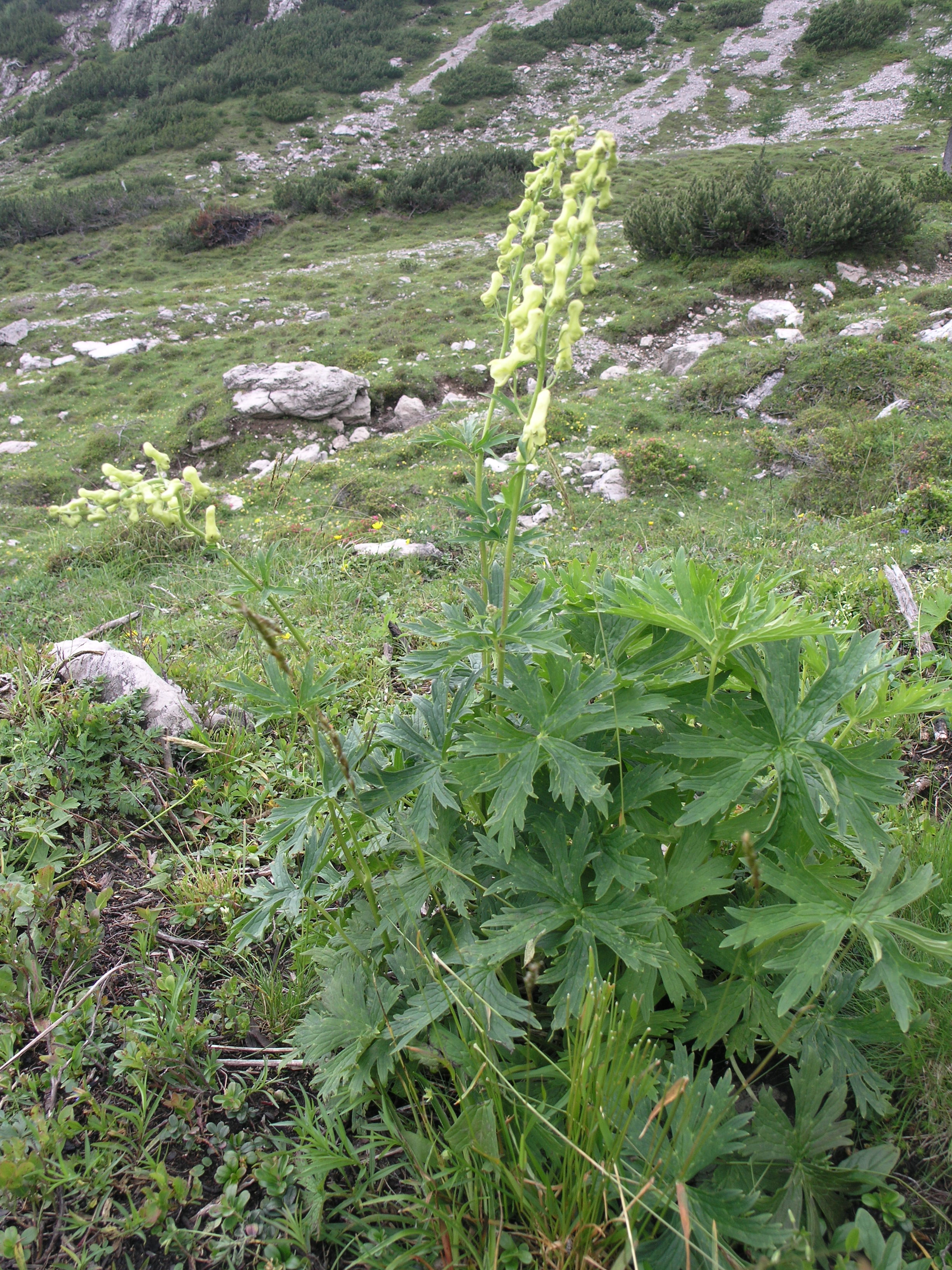
Plant
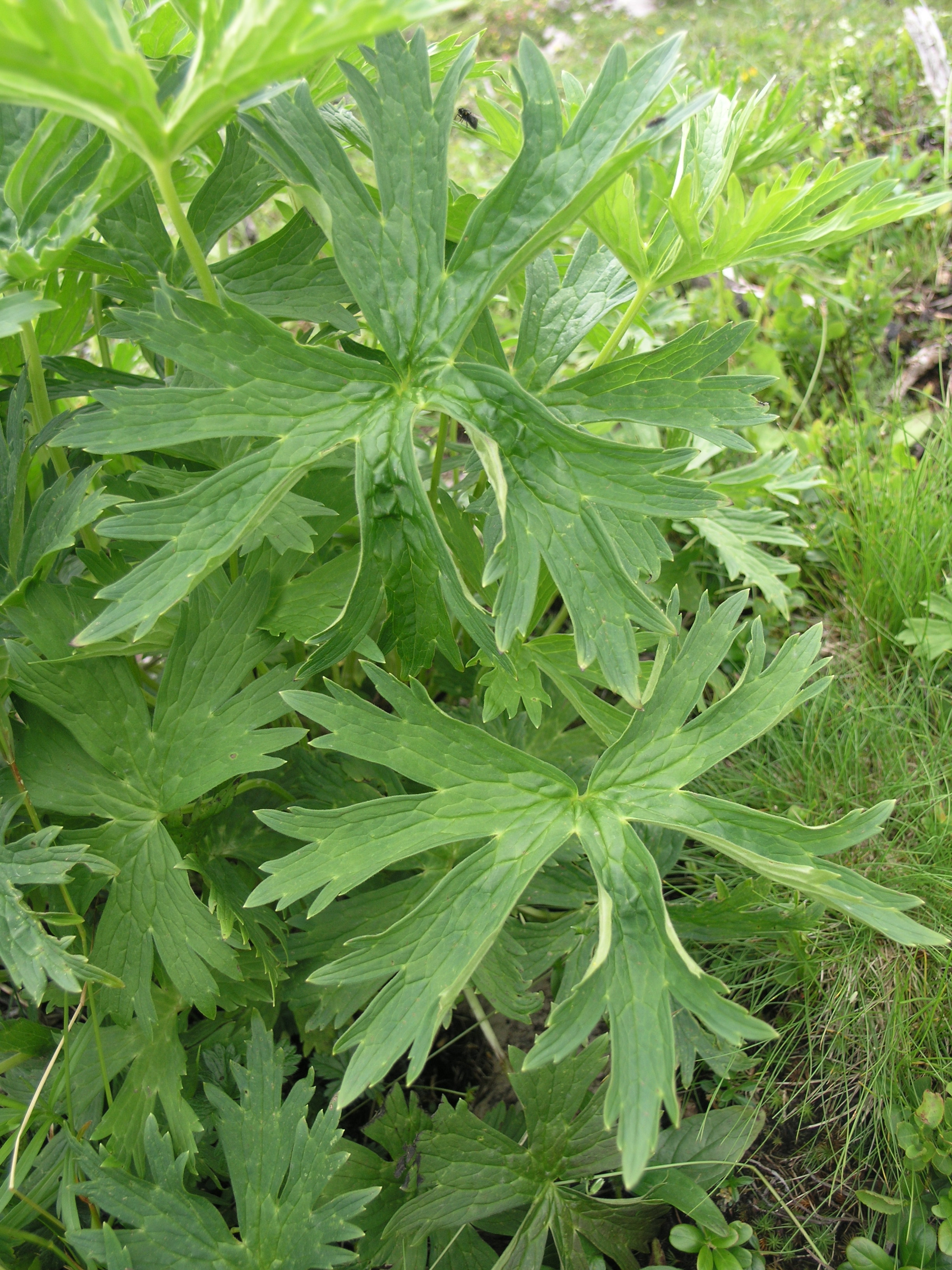
Blad
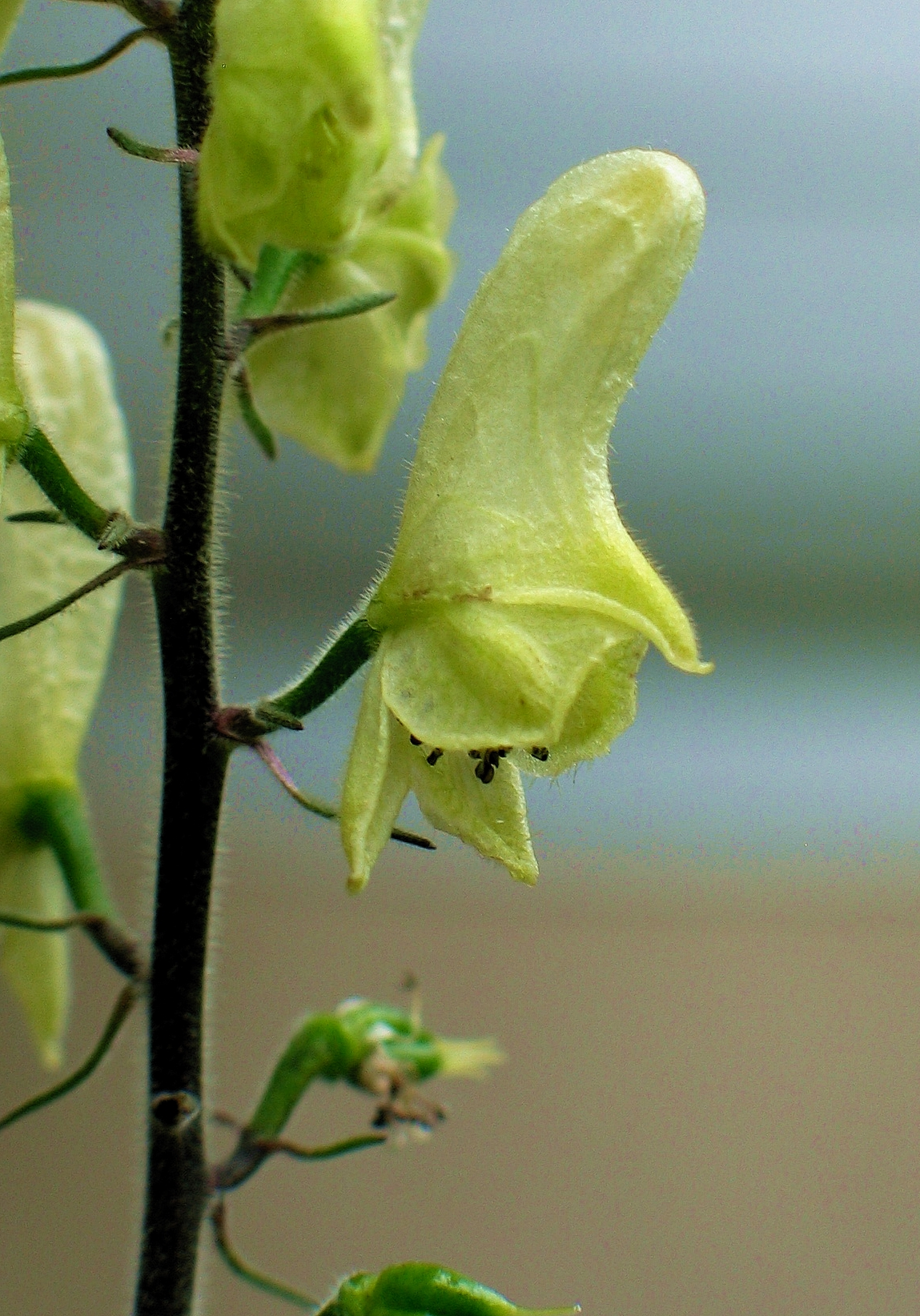
Bloem
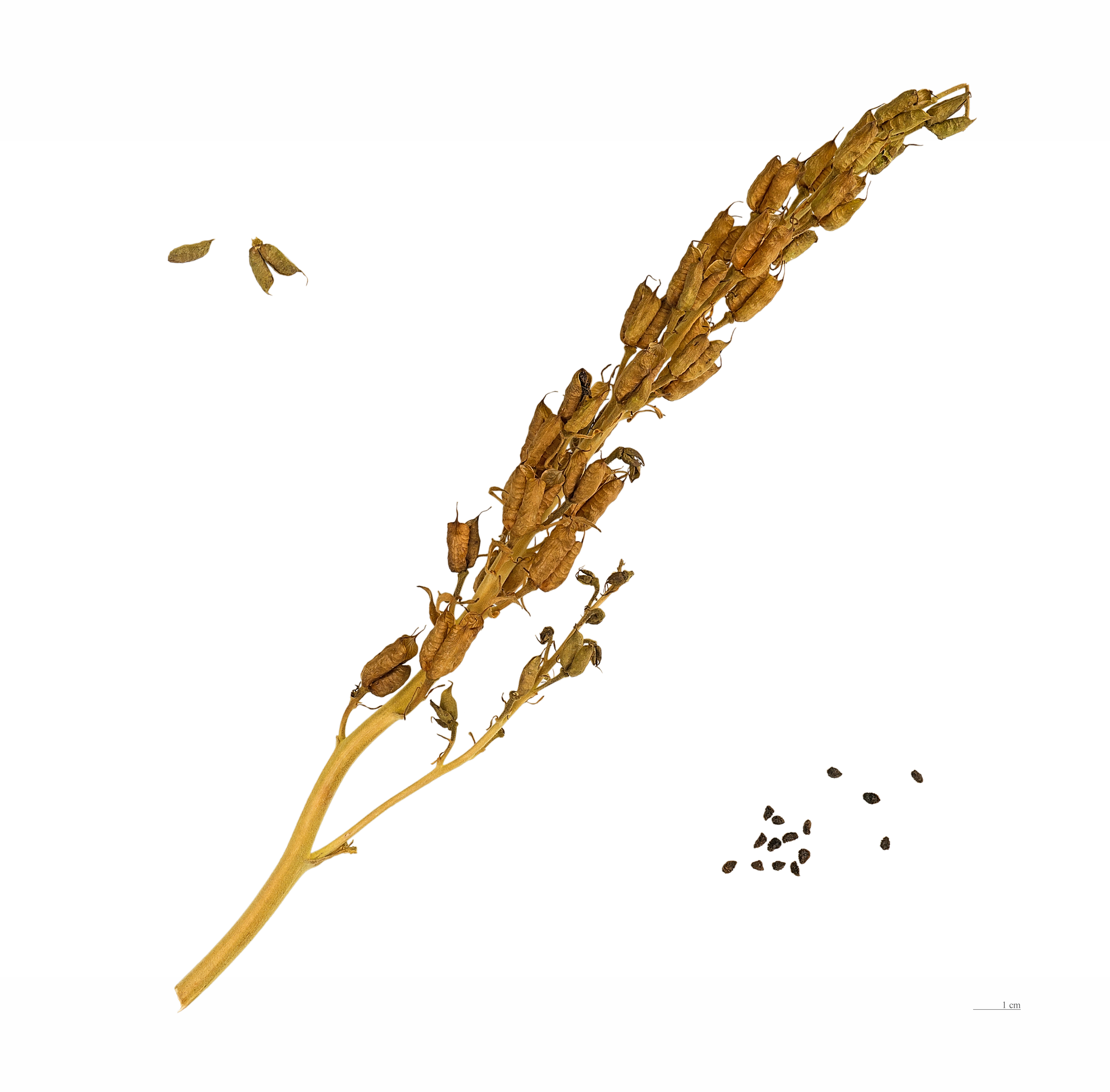
Vruchten en zaden

## Ecologie en verspreiding
Gele monnikskap staat op beschaduwde tot half beschaduwde, vochtige, vrij voedselarme tot matige voedselrijke, kalkhoudende leem-, löss- en mergelgrond, verder op stenige plaatsen. De zeer giftige plant groeit in natte loofbossen, vooral langs beken en in de omgeving van bronnen. Het verspreidingsgebied van deze Midden-Europese bergplant bereikt in het westen nog juist Nederland en België. Ze is alleen langs de Geul in Zuid-Limburg als wilde plant aangetroffen maar wordt elders ook aangeplant. De vondsten in Zuid-Limburg sluiten aan bij de vroegere Belgische vindplaatsen. Langtongige hommels zorgen voor de kruisbestuiving. Aconitum heeft een lange en bewogen geschiedenis als gifplant. Niet alleen werd het als pijlgif gebruikt maar het was ook als dodelijk venijn een geliefd middel. Daarnaast had het ook een faam als geneesmiddel. Ook nu wordt het nog aangewend om het hart te stimuleren en tegen heftige pijnen.

## Namen in andere talen
- Duits: Wolfs-Eisenhut, Gelber Eisenhut
- Engels: Wolf's bane
- Frans: Aconit tue-loup